# آلف خوباریا
آلف خوبری (سوئدی: Alf Sjöberg; ۲۱ ژوئن ۱۹۰۳ – ۱۷ آوریل ۱۹۸۰) کارگردان تئاتر و سینمای اهل سوئد بود. وی بین سال‌های ۱۹۲۵ تا ۱۹۶۹ میلادی فعالیت می‌کرد. او دو مرتبه در جشنواره فیلم کن برندهٔ نخل طلایی شد. یکبار برای فیلم ایریس و ستوان (به سوئدی: Iris och löjtnantshjärta) در سال ۱۹۴۶ و یکبار در سال ۱۹۵۱ برای فیلم خانوم جولی (به سوئدی: Fröken Julie). وی با وجود موفقیت فیلم‌هایی مثل عذاب و خانوم جولی در درجهٔ نخست کارگردان تئاتر بود.